# Madhuca stipulacea
Madhuca stipulacea är en tvåhjärtbladig växtart som beskrevs av Fletcher. Madhuca stipulacea ingår i släktet Madhuca och familjen Sapotaceae. Inga underarter finns listade i Catalogue of Life.